# Alexarc (historiador)
Alexarc (llatí Alexarchus, grec Ἀλέξαρχος) fou un historiador grec que va escriure un treball sobre la història d'Itàlia. En aquesta obra hi ha una opinió sobre l'origen de les paraules Epir i Campània que Plutarc menciona als seu Llibre III.